# Benninghoven
Benninghoven Zweigniederlassung der Wirtgen Mineral Technologies GmbH ist ein Hersteller von Asphaltmischanlagen und deren Komponenten mit Hauptsitz in Wittlich. Das Unternehmen gehört seit 2014 zur Wirtgen Group, die wiederum Ende 2017 von Deere & Company übernommen wurde.

## Geschichte

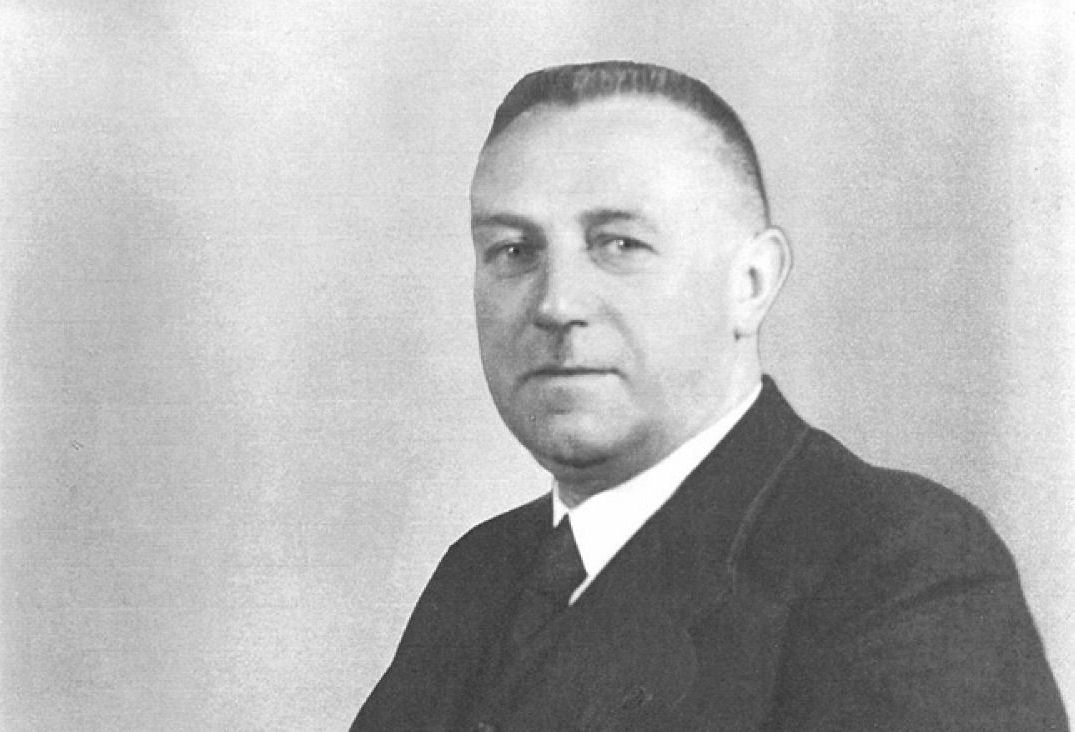
Otto Benninghoven

Otto Benninghoven (1882–1944) gründete 1909 in Hilden einen Betrieb für die Herstellung von Zahnrädern und Sondermaschinen. Der Einstieg in die Feuerungstechnik begann in den 1950er Jahren mit der Produktion von Kleinbrennern für Wohn- und Bürogebäude. Im darauf folgenden Jahrzehnt konzentrierte sich Benninghoven auf den Bau von Großbrennern, Trockentrommeln für Gesteinskörnung und Maschinen für die Herstellung von Gussasphalt. 1970 verlegte das Unternehmen den Stammsitz nach Mülheim an der Mosel. Die erste Asphaltmischanlage wurde 1986 hergestellt und 1990 eröffnete Benninghoven in Wittlich einen weiteren Standort. Später kam noch eine Niederlassung in Berlin hinzu.
2014 übernahm die Wirtgen Group eine 70%ige Mehrheitsbeteiligung an der Benninghoven GmbH & Co. KG und integrierte sie anschließend in die Unternehmensgruppe. Die Niederlassungen in Berlin und Hilden sowie in Bulgarien, Frankreich, Großbritannien, Ungarn, Litauen, Österreich, Polen, Rumänien, Russland und in den Niederlanden wurden teilweise geschlossen oder in die Vertriebs- und Serviceniederlassungen der Wirtgen Group überführt.
Zwischen 2016 und 2018 entstand das neue Stammwerk in Wittlich-Wengerohr mit einer Investitionssumme von etwa 130 Mio. Euro. Die Standorte in Mülheim an der Mosel und Wittlich wurden anschließend geschlossen.
Im Zuge einer konzerninternen Vereinfachung der Gesellschafterstruktur ging die Benninghoven GmbH & Co. KG mit Wirkung zum 28. Mai 2021 in der Wirtgen Mineral Technologies GmbH auf. Seither firmiert das Unternehmen unter dem Namen Benninghoven Zweigniederlassung der Wirtgen Mineral Technologies GmbH.

## Produkte
Benninghoven produziert mobile, semi-mobile und stationäre Asphaltmischanlagen mit einer Leistung von 100 bis 400 Tonnen pro Stunde. Auf Wunsch können die Anlagen auch so ausgestattet werden, dass diese ausschließlich mit Altasphalt beschickt werden. Zudem bietet das Unternehmen die Modernisierung bestehender Anlagen unabhängig vom ursprünglichen Hersteller an.